# Mocro Maffia (roman)
Pour les articles homonymes, voir Mocro.
Mocro Maffia est un roman non fictionnel appartenant au genre littéraire du true crime écrit par l'auteur néerlandais Marijn Schrijver, Wouter Laumans et publié en 2014.

## Résumé
Le livre, sorte de « roman non-fictionnel », décrit les détails de la vie souterraine de la Mocro Maffia, un puissant phénomène mafieux marocain opérant aux Pays-Bas. Dans ce livre, Marijn Schrijver emploie prose et style reportage pour raconter l'histoire de la Mocro Maffia, décrivant son territoire et son histoire et ses liens avec le monde politique et celui des affaires.
« Tous ceux qui prennent part à ce conflit seront un jour ou l'autre liquidés », est la phrase légendaire du baron Benaouf Adaoui. Lorsque son homme de main Rida Bennajem est présent lors d'une fusillade qui éclate à Amsterdam en 2012, les deux hommes prennent la fuite, laissant derrière eux la mort de Saïd El Yazidi et Youssef Lkhorf, deux membres de l'organisation qui s'oppose à celle de Gwenette Martha, un truand menant une guerre sans merci à la suite d'une trahison à Anvers.
Quelques années auparavant, les jeunes marocains d'Amsterdam commettent des braquages de bijoutiers à travers tous les Pays-Bas en collaborant. Aujourd'hui, ils se font la guerre à l'aide de munitions de guerre pour gagner des millions d'euros grâce à la cocaïne. La guerre n'a pas seulement lieu à Amsterdam, mais également en Belgique et au Maroc.

## Sortie et accueil critique
Le livre se vend à plusieurs centaines milliers d'exemplaires et obtient de nombreuses récompenses dont le prix Brusse en 2015.
Il est adapté au cinéma et une série télévisée est diffusée dans plus de cinquante pays,.

## Éditions
- Mocro Maffia, Amsterdam, Pays-Bas, Lebowski, 2014, 256 p.  (ISBN 9789048828036)
- Wraak, Amsterdam, Pays-Bas, Lebowski, 2019, 224 p.  (ISBN 9789048836215)

## Honneurs
- 2015 : Mocro Maffia vainqueur du prix Brusse[4].

## Adaptations

### Au cinéma
- 2018 : Gangsta, film belge réalisé par Adil El Arbi et Bilall Fallah, diffusé le 24 janvier.

### À la télévision
- 2018 : Mocro Maffia, série néerlandaise réalisée par Achmed Akkabi.